# داران، بیله‌سوار
داران (به ترکی آذربایجانی: Daran) یک منطقهٔ مسکونی در جمهوری آذربایجان است که در شهرستان بیله‌سوار واقع شده‌است.